# Amongst the Waves
Amongst the Waves è un singolo del gruppo rock dei Pearl Jam. La musica è stata composta dat Stone Gossard, chitarrista del gruppo, mentre il testo è stato scritto dal cantante Eddie Vedder.
Amongst the Waves fu trasmessa per la prima volta in radio il 17 maggio del 2010, e divenne il terzo singolo estratto dall'album Backspacer il 21 giugno successivo; nello stesso mese fu distribuito il video del brano.

## Tracce
1. Amongst the Waves – 3:58
2. The End – 2:55

## Classifiche
| Classifiche (2010)          | Posizione |
| --------------------------- | --------- |
| Polish Singles Chart        | 16        |
| Billboard Alternative Songs | 17        |
| Billboard Rock Songs        | 27        |
| Canada (Canadian Hot 100)   | 78        |